# Натальевск
Натальевск (бел. Натальеўск) — деревня в Колодежском сельсовете Червенском районе Минской области Белоруссии. Один из ближайших пригородов Червеня.

## Географическое положение
Расположен в километре севернее райцентра (северо-восточнее выезда из города по улице Н. Зеневича со стороны автовокзала), в 63 км к юго-востоку от Минска, в 30 км от железнодорожной станции Пуховичи линии Минск—Осиповичи, на автодороге M-4 Минск—Могилёв.

## История
В письменных источниках населённый пункт упоминается с XVIII века как имение. В то время оно входило в состав Минского воеводства Великого Княжества Литовского. После II раздела Речи Посполитой вошло в состав Российской Империи. В 1852 году имение Натальевск купил помещик И. Булгак. В начале 1880-х здесь имелись винокуренный завод и две мельницы. По данным Переписи населения Российской империи 1897 года, имение входило в состав Гребёнской волости Игуменского уезда Минской губернии, здесь насчитывался 1 двор и 95 жителей, функционировали кирпичный и винокуренный заводы, мельница. В начале XX века здесь был 1 двор и 105 жителей. К 1917 году число жителей сократилось до 10, на то время здесь была паровая мельница. После Октябрьской революции 1917 года на месте бывшего имения был организован совхоз «Красный пахарь» (бел. Чырвоны араты), это название перешло и на деревню. Тогда же была открыта начальная школа. 20 августа 1924 года деревня вошла в состав вновь образованного Войниловского сельсовета Червенского района (с 20 февраля 1938 — Минской области). Согласно Переписи населения СССР 1926 года, население совхоза составило 117 человек. В местной школе насчитывалось 37 учеников. На 1930-е здесь функционировал совхоз «Натальевск», а также крахмальный завод, лесопилка, столярная мастерская и паровая мельница. Во время Великой Отечественной войны деревня была оккупирована немецко-фашистскими захватчиками в начале июля 1941 года. В начале войны на окраине Натальевска фашисты совершили массовое убийство советских военнопленных и мирных граждан. 17 жителей деревни не вернулись с фронта. Освобождена в начале июля 1944 года. В 1966 году в деревне был создан мемориал в память о погибших на войне односельчанах, включающий мемориальную доску с именами погибших и скульптуру советского солдата с приспущенным флагом. В 1976 году на братской могиле казнённых гитлеровцами пленных, расположенной вблизи автодороги Червень—Смолевичи, был создан мемориальный комплекс, основой которого является 7-метровая скульптура смертельно раненого солдата. На 1960 год посёлок в составе Колодежского сельсовета, его население составляло 436 жителей. На 1997 год деревня, где насчитывалось 250 домохозяйств и 658 жителей, в это время здесь функционировали контора областной исследовательской сельскохозяйственной станции «Натальевск», Натальевское лесничество, магазин, столовая и баня.

## Инфраструктура
На 2013 год основным предприятием в населённом пункте является РУП «Минская областная сельскохозяйственная исследовательская станция», также здесь работает магазин.

## Население
- 1897 — 1 двор, 95 жителей
- начало XX века — 1 двор, 105 жителей
- 1917 — 1 двор, 10 жителей
- 1926 — 117 жителей
- 1960 — 436 жителей
- 1997 — 250 дворов, 658 жителей
- 2013 — 268 дворов, 715 жителей